# Zaide

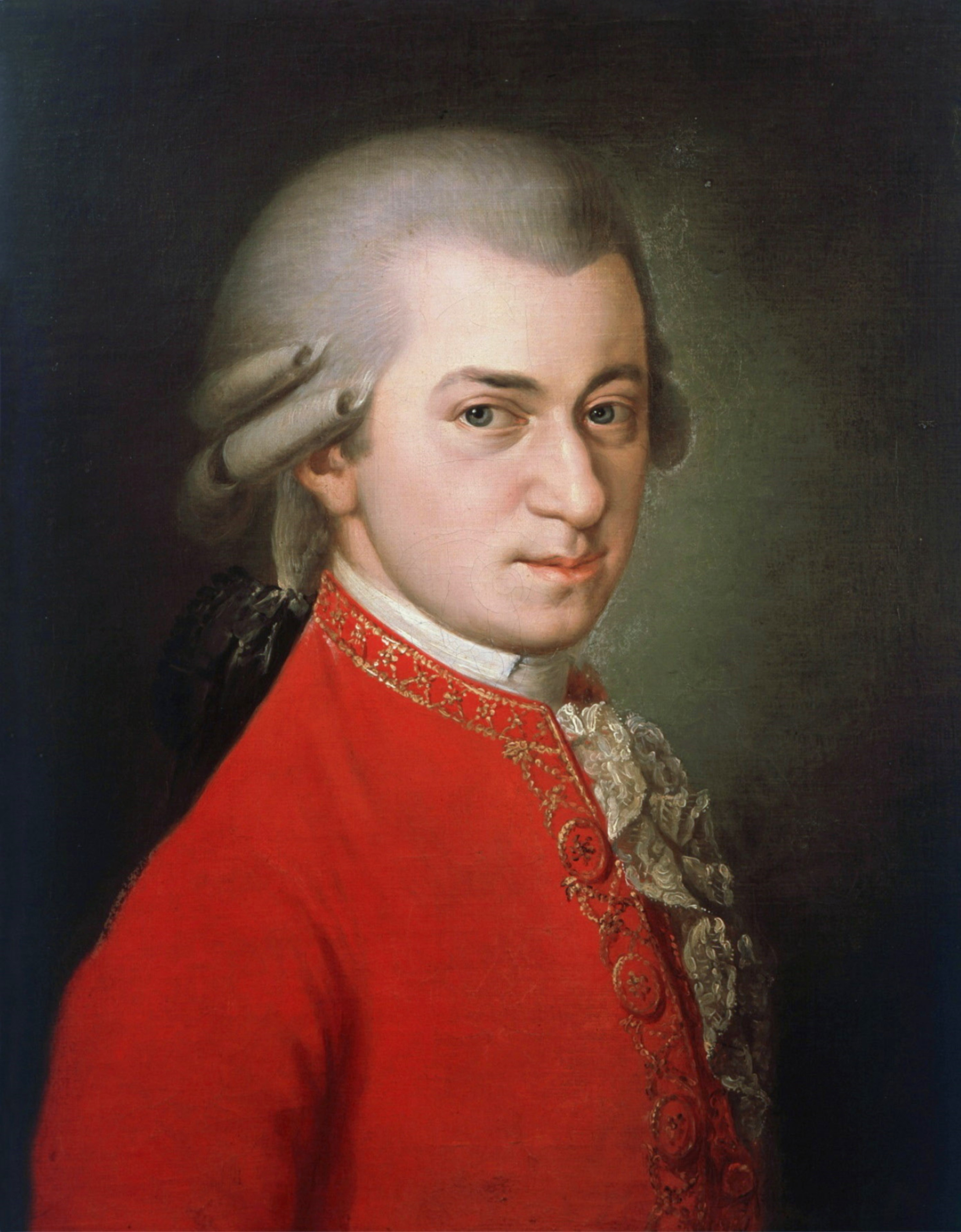
Wolfgang Amadeus Mozart

Zaïde är en ofullbordad opera (sångspel), K. 344, med musik av Wolfgang Amadeus Mozart. Libretto av Johann Andreas Schachtner.

## Historia
Kejsar Josef II hade 1778 bestämt att ett operaföretag skulle bildas för att producera tysk opera. Ett av kraven på de kompositörer som ville ansluta sig till bolaget, var att man skrev komisk opera. Mozart började därför år 1779 att skriva sin nya ”räddningsopera”, Zaïde, som kom att innehålla mycket talad dialog och därmed blev klassificerad som ett ’’sångspel’’. Vid den här tiden var räddningsoperor populära. Utmärkande för denna opera var att en kvinna, Zaide, skulle rädda sin älskade Gomatz. 
Mozart övergav Zaïde med bara några få delar kvar, för att istället arbeta med Idomeneo och avslutade den aldrig. Verket låg i glömska, tills Mozarts hustru Constanze hittade manuskriptet år 1799. Dock publicerades det inte förrän 1838 och den första uppsättningen ägde rum i Frankfurt den 27 januari 1866. Zaïde har sedan dess av kritiker räknats som ett mästerverk, även om det är relativt okänd. 
Operan sattes i Sverige upp 2006 av Linda Mallik på Ystads teater och av Teatergruppen Kamraterna i Dan Turdéns regi på Årsta Teater den 19-23 juli 2011.

## Stil
Zaïde kan inte klassas som en ren opera buffa, utan snarare som en kombination av opera buffa och opera seria och den passar därmed in i båda genrerna. Detta är det enda av Mozarts verk, som kan betecknas som melodram. Det är ofullständigt och saknar både ouvertyr och final, liksom all dialog. Det enda som återstår är således Mozarts musik, bestående av femton nummer: arior, en kvartett och en terzett. Ett någorlunda bekant nummer är sopranarian Ruhe sanft, mein holdes Leben.

## Personer
- Zaide (Sopran)
- Gomatz (Tenor)
- Allazim (Bas)
- Sultan Soliman (Tenor)
- Osmin (Bas)

## Handling
Zaide blir förälskad i slaven Gomatz, vilket orsakar svartsjuka och vrede hos sultanen som är förälskad i Zaide. Hon väljer dock ett fritt liv med Gomatz istället för ett liv i flärd med sultanen. 

## Viktigare arior
- "Herr und Freund, wie dank ich dir!" - Gomatz i akt I
- "Nur mutig, mein Herze" - Allazim i Akt I
- "Rase, Schicksal" - Gomatz i Akt I
- "Ruhe sanft, mein holdes Leben" - Zaide i Akt I
- "Der stolze Löw' lässt sich zwar zähmen" - Sultan Soliman i Akt II
- "Ich bin so bös als gut" - Sultan Soliman i Akt II
- "Ihr Mächtigen seht ungerührt" - Allazim i Akt II
- "Tiger! Wetze nur die Klauen" - Zaide i Akt II
- "Trostlos schluchzet Philomele" - Zaide i Akt II
- "Wer hungrig bei der Tafel sitzt" - Osmin i Akt II